# Sulphur Springs (Ohio)
Sulphur Springs é um lugar designado pelo censo localizado no condado de Crawford no estado estadounidense de Ohio. No Censo de 2010 tinha uma população de 194 habitantes e uma densidade populacional de 310,8 pessoas por km².

## Geografia
Sulphur Springs encontra-se localizado nas coordenadas 40° 52′ 20″ N, 82° 52′ 35″ O. Segundo o Departamento do Censo dos Estados Unidos, Sulphur Springs tem uma superfície total de 0.62 km², da qual 0.62 km² correspondem a terra firme e (0%) 0 km² é água.

## Demografia
Segundo o censo de 2010, tinha 194 pessoas residindo em Sulphur Springs. A densidade populacional era de 310,8 hab./km². Dos 194 habitantes, Sulphur Springs estava composto pelo 96.91% brancos, o 0.52% eram afroamericanos, o 0.52% eram amerindios, o 0% eram asiáticos, o 0.52% eram insulares do Pacífico, o 0% eram de outras raças e o 1.55% pertenciam a duas ou mais raças. Do total da população o 0.52% eram hispanos ou latinos de qualquer raça.